# Paul Marchioni
Paul Marchioni (Corte, 1º gennaio 1955) è un ex calciatore francese, di ruolo difensore.

## Carriera

### Giocatore
La sua carriera è legata esclusivamente al Bastia, dove militò dal 1974 al 1989, salvo una parentesi con i dilettanti dell'INF Vichy all'esordio e due anni nel Nizza fra il 1981 e il 1983. Titolare dalla stagione 1976-1977, con i Turchini disputò tutti gli incontri della Coppa UEFA 1977-1978 eccetto la finale di andata e vinse la Coppa di Francia 1980-1981 indossando la fascia di capitano.
Concluse la carriera con 247 presenze in massima serie e un titolo di terza divisione con la squadra delle riserve del Bastia, in cui disputò 91 partite dal 1974 al 1985.

### Dopo il ritiro
Al termine della carriera ha lavorato come osservatore, fino al 2006 per il Bastia, poi per il Monaco e infine per il Bordeaux.

## Statistiche
| Stagione        | Squadra         | Campionato      | Campionato | Campionato | Coppe nazionali | Coppe nazionali | Coppe nazionali | Coppe continentali | Coppe continentali | Coppe continentali | Altre coppe | Altre coppe | Altre coppe | Totale | Totale |
| Stagione        | Squadra         | Comp            | Pres       | Reti       | Comp            | Pres            | Reti            | Comp               | Pres               | Reti               | Comp        | Pres        | Reti        | Pres   | Reti   |
| --------------- | --------------- | --------------- | ---------- | ---------- | --------------- | --------------- | --------------- | ------------------ | ------------------ | ------------------ | ----------- | ----------- | ----------- | ------ | ------ |
| 1973-1974       | INF Vichy       | D3              | 28         | 0          | -               | -               | -               | -                  | -                  | -                  | -           | -           | -           | 28     | 0      |
| 1974-1975       | Bastia          | D1              | 5          | 0          | CF              | 0               | 0               | -                  | -                  | -                  | -           | -           | -           | 5      | 0      |
| 1975-1976       | Bastia          | D1              | 6          | 0          | CF              | 1               | 0               | -                  | -                  | -                  | -           | -           | -           | 7      | 0      |
| 1976-1977       | Bastia          | D1              | 22         | 0          | CF              | 1               | 0               | -                  | -                  | -                  | -           | -           | -           | 23     | 0      |
| 1977-1978       | Bastia          | D1              | 31         | 0          | CF              | 6               | 0               | CU                 | 9                  | 0                  | -           | -           | -           | 46     | 0      |
| 1978-1979       | Bastia          | D1              | 33         | 1          | CF              | 5               | 1               | -                  | -                  | -                  | -           | -           | -           | 38     | 2      |
| 1979-1980       | Bastia          | D1              | 31         | 0          | CF              | 1               | 0               | -                  | -                  | -                  | -           | -           | -           | 32     | 0      |
| 1980-1981       | Bastia          | D1              | 35         | 1          | CF              | 10              | 0               | -                  | -                  | -                  | -           | -           | -           | 45     | 1      |
| Totale Bastia   | Totale Bastia   | Totale Bastia   | 163        | 2          |                 | 24              | 1               |                    | 9                  | 0                  |             | -           | -           | 196    | 3      |
| 1981-1982       | Nizza           | D1              | 20         | 0          | CF              | 1               | 0               | -                  | -                  | -                  | -           | -           | -           | 21     | 0      |
| 1982-1983       | Nizza           | D2              | 14         | 1          | CF              | 1               | 0               | -                  | -                  | -                  | -           | -           | -           | 15     | 0      |
| Totale Nizza    | Totale Nizza    | Totale Nizza    | 34         | 0          |                 | 2               | 0               |                    | -                  | -                  |             | -           | -           | 36     | 0      |
| 1983-1984       | Bastia          | D1              | 30         | 0          | CF              | 3               | 0               | -                  | -                  | -                  | -           | -           | -           | 33     | 0      |
| 1984-1985       | Bastia          | D1              | 20         | 0          | CF              | 2               | 0               | -                  | -                  | -                  | -           | -           | -           | 22     | 0      |
| 1985-1986       | Bastia          | D1              | 14         | 0          | CF              | 2               | 0               | -                  | -                  | -                  | -           | -           | -           | 16     | 0      |
| 1986-1987       | Bastia          | D2              | 27         | 1          | CF              | 5               | 0               | -                  | -                  | -                  | -           | -           | -           | 32     | 0      |
| 1987-1988       | Bastia          | D2              | 23         | 0          | CF              | 4               | 0               | -                  | -                  | -                  | -           | -           | -           | 27     | 0      |
| 1988-1989       | Bastia          | D2              | 9          | 0          | CF              | 0               | 0               | -                  | -                  | -                  | -           | -           | -           | 9      | 0      |
| Totale Bastia   | Totale Bastia   | Totale Bastia   | 123        | 1          |                 | 16              | 0               |                    | -                  | -                  |             | -           | -           | 139    | 1      |
| Totale carriera | Totale carriera | Totale carriera | 320        | 3          |                 | 42              | 1               |                    | 9                  | 0                  |             | -           | -           | 371    | 4      |

## Palmarès
- Division 3: 1

Bastia: 1974-1975
- Coppa di Francia: 1

Bastia: 1980-1981